# 列夫科維奇 (波利西基區)
51°4′31″N 29°42′11″E / 51.07528°N 29.70306°E
萊夫科維奇（烏克蘭語：Левковичі）是位於烏克蘭北部的村莊，由基辅州维什霍罗德区的克拉斯亞蒂奇市鎮負責管轄。該村始建於1813年，面積6平方公里，海拔高度129米，2001年人口339，人口密度每平方公里56.5人。